# UGC 6665
UGC 6665 = Arp 161 ist eine Spiralgalaxie vom Hubble-Typ Sb pec im Sternbild Jungfrau auf der Ekliptik. Sie ist schätzungsweise 243 Millionen Lichtjahre von der Milchstraße entfernt. Halton Arp gliederte seinen Katalog ungewöhnlicher Galaxien nach rein morphologischen Kriterien in Gruppen. Diese Galaxie gehört zu der Klasse Galaxien mit diffusen Filamenten.